# La Chapelle-Baloue
 La Chapelle-Baloue  es una localidad y comuna de Francia, en la región de Lemosín, departamento de Creuse, en el distrito de Guéret y cantón de Dun-le-Palestel.
Su población en el censo de 1999 era de 143 habitantes.
Forma parte del Camino de Santiago (Via Lemovicensis).
Está integrada en la Communauté de communes du Pays Dunois.

## Demografía
| 236 | 264 | 228 | 197 | 151 | 143 |
| Para los censos de 1962 a 1999 la población legal corresponde a la población sin duplicidades (Fuente: INSEE [Consultar]) |     |     |     |     |     |